# بيفرلي ميلتون ديك
بيفرلي ميلتون ديك هو سياسي كندي، ولد في 18 مايو 1936، وتوفي في 11 أغسطس 2012 بسبب الشلل فوق النووي المترقي. نشط حزبياً في Saskatchewan New Democratic Party ‏. وقد انتخب عضو المجلس التشريعي في ساسكاتشوان ‏.